# Новотарасовка
Новотарасовка (укр. Новотарасівка) — село,
Сурско-Михайловский сельский совет,
Солонянский район,
Днепропетровская область,
Украина.
Код КОАТУУ — 1225087303. Население по переписи 2001 года составляло 20 человек .

## Географическое положение
Село Новотарасовка находится на правом берегу реки Мокрая Сура,
ниже по течению на расстоянии в 1,5 км расположено село Маяк.